# قمعة
القَمَعَة (الاسم العلمي: Stomoxys)، جنس ذباب من فصيلة ذبابية منزلية.
هو جنس صغير، يتألف من اثني عشر أو اثنين من الأنواع الموصوفة ، وتشير الدلائل الحالية إلى أنه شبه عرق أيضًا.

## الأنواع
- S. bengalensis Picard, 1908[4]
- S. bilineatus Grünberg, 1906[5]
- S. boueti Roubaud, 1911
- ذبابة الإسطبل (كارولوس لينيوس، 1758)
- S. indicus Picard, 1908
- S. inornatus Grünberg, 1906[5]
- S. luteolus Villeneuve, 1934
- S. niger Macquart, 1851[4]
- S. nigra Macquart, 1851[6]
- S. ochrosoma Speiser, 1910
- S. omega Newstead, Dutton & Todd, 1907[4]
- S. pallidus Roubaud, 1911[4]
- S. pullus إرنست إدوارد أوستن  [لغات أخرى]‏, 1909
- S. sitiens Róndani, 1873[4]
- S. stigma Emden, 1939
- S. taeniatus Bigot, 1888
- S. transvittatus Villeneuve, 1916[4]
- S. uruma Shinonaga & Kano, 1966
- S. varipes Bezzi, 1907[4]
- S. xanthomelas Roubaud, 1937